# شهرستان مگافین (کنتاکی)
شهرستان مگافین، کنتاکی (به انگلیسی: Magoffin County, Kentucky) یک سکونتگاه مسکونی در ایالات متحده آمریکا است که در کنتاکی واقع شده‌است.

## خصوصیات
شهرستان مگافین ۸۰۰٫۳۱ کیلومترمربع مساحت دارد.